# Tupi Paulista (ort)
Tupi Paulista är en ort i Brasilien.   Den ligger i kommunen Tupi Paulista och delstaten São Paulo, i den södra delen av landet, 700 km sydväst om huvudstaden Brasília. Tupi Paulista ligger 383 meter över havet och antalet invånare är 10 877.
Terrängen runt Tupi Paulista är platt. Närmaste större samhälle är Dracena, 11,9 km söder om Tupi Paulista.
Trakten runt Tupi Paulista består i huvudsak av gräsmarker. Runt Tupi Paulista är det ganska tätbefolkat, med 62 invånare per kvadratkilometer.